# Urbina (Álava)
Urbina es un concejo del municipio de Villarreal de Álava, en la provincia de Álava, País Vasco (España).

## Despoblados
Forman parte del concejo los despoblados de:
- Angellu.[1]
- Osango.[2]

## Historia
Hacia mediados del siglo XIX, el lugar, ya por entonces perteneciente a Villarreal de Álava, tenía contabilizada una población de 128 habitantes. Aparece descrito en el decimoquinto volumen del Diccionario geográfico-estadístico-histórico de España y sus posesiones de Ultramar de Pascual Madoz con las siguientes palabras:

URBINA: l. del ayunt. de Villarreal, en la prov. de Alava, part. jud. de Vitoria (2 leg.), aud. terr. de Búrgos (22), c. g. de las Provincias Vascongadas, dióc. de Calahorra (20): sit. en una llanura á la orilla del r. de Santa Marina; clima templado; reinan los vientos NO., N., SE. y SO., y se padecen fiebres gástricas. Tiene 37 casas, igl. parr. (San Antonio) servida por un beneficiado del cabildo de Villarreal, de cuya matriz depende; una ermita (Sta. Lucia), y para el surtido del vecindario una fuente de mediana calidad. El térm. confina N. Gojain; E. Ullibarri Gamboa; S. Luco, y O. Betolaza; comprendiendo dentro de su circunferencia dos montes, titulados Laze y Anguelu. El terreno es de buena calidad; le atraviesan el espresado r. de Santa Marina y un riach. que se le incorpora y sobre el cual hay un puente de piedra sillar. caminos: la carretera que de Vitoria conduce á Bilbao. El correo se recibe de Villarreal. prod.: trigo, cebada, avena, maiz, habas, patatas, lino y legumbres; cria de ganado vacuno, caballar, mular y lanar; caza de zorros, liebres, perdices, codornices y ánades; pesca de truchas, anguilas, barbos, loinas y cangrejos. pobl.: 27 vec., 128 almas. contr.; con su ayuntamiento (V.). En el puente de esta pobl. tuvo lugar el 20 de abril de 1836 un lijero tiroteo entre los carlistas y las tropas del general Córdoba, que practicaba un reconocimiento sobre la línea de Villareal. Los carlistas abandonaron sus trincheras, que fueron destruidas por las tropas de la Reina, antes de restituirse á sus cantones.
(Madoz, 1849, pp. 220-221)

En 2022, la entidad singular de población tenía empadronados 168 habitantes y el núcleo de población, 157.

## Demografía
| Gráfica de evolución demográfica de Urbina entre 2000 y 2017 |
|                                                              |
| Población de derecho según los censos de población del INE.  |

## Patrimonio

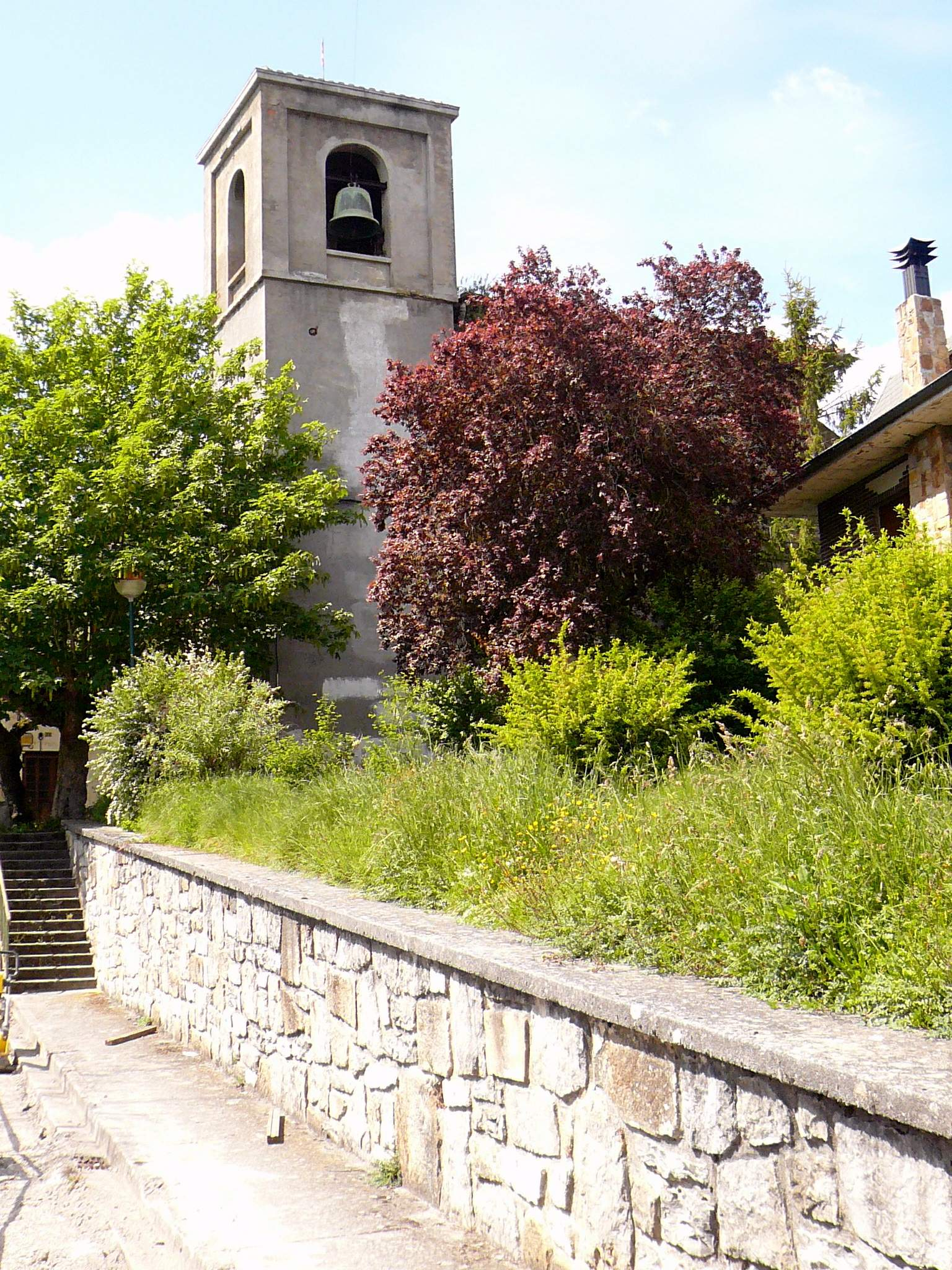
Vista de la iglesia de San Antolín

Hay en el lugar una iglesia de San Antolín.[cita requerida]